# وليام دير
وليام دير (بالإنجليزية: William Dear)‏ (و. 1943  م) هو مخرج أفلام، وكاتب سيناريو، ومنتج أفلام كندي، ولد في تورونتو.

## التعليم
تعلم في مدرسة فوردسون الثانوية.

## وصلات خارجية
- وليام دير على موقع IMDb (الإنجليزية)
- وليام دير على موقع ألو سيني (الفرنسية)
- وليام دير على موقع أول موفي (الإنجليزية)
- وليام دير على موقع قاعدة بيانات الأفلام السويدية (السويدية)
- وليام دير على موقع إن إن دي بي (الإنجليزية)
- وليام دير على موقع قاعدة بيانات الفيلم (الإنجليزية)
- وليام دير على موقع كينوبويسك (الروسية)